# Perikles Kakousis
Perikles Kakousis (em grego:  Περικλής Κακούσης; nascido em 1879, data da morte desconhecida) foi um atleta, competidor de cabo de guerra e levantador de peso grego.
Nos Jogos Olímpicos de 1904, ele competiu em cabo de guerra e levantamento de peso. A equipe do qual participava Perikles Kakousis em cabo de guerra ficou na quinta posição. No levantamento de peso com duas mãos, ele levantou 111,7 kg e ganhou com o ouro.
Nos Jogos Olímpicos Intercalados, em 1906, Perikles Kakousis competiu em levantamento de peso e lançamento de disco. No levantamento de peso com duas mãos levantou 121,5 kg e ficou em sexto lugar. No arremesso de disco ele não concluiu a prova.